# Tábara
Tábara község Spanyolországban,  Zamora tartományban. Tábara Faramontanos de Tábara, Moreruela de Tábara, Pozuelo de Tábara, Ferreruela, Riofrío de Aliste, Ferreras de Arriba, Ferreras de Abajo, Villanueva de las Peras, Pueblica de Valverde és Friera de Valverde községekkel határos. Lakosainak száma 748 fő (2024).

## Népesség
A település népessége az utóbbi években az alábbiak szerint változott:
| Lakosok száma | 946  | 950  | 936  | 903  | 838  | 869  | 787  | 747  | 743  | 748  |
|               | 2001 | 2004 | 2007 | 2009 | 2012 | 2014 | 2017 | 2019 | 2022 | 2024 |